# Ромульф
Ромульф (лат. Romulfus; умер в 593) — епископ Реймса (590—593).

## Биография
Основными историческими источниками о жизни Ромульфа являются «История франков» Григория Турского и «История Реймсской церкви» Флодоарда
Ромульф был сыном герцога Шампани Лупа. О ранних годах его жизни неизвестно ничего, кроме того, что ещё до восшествия на епископскую кафедру он был священником.
В середине ноября 590 года в Меце на поместном соборе иерархов Франкского государства с кафедры Реймса был смещён обвинённый в государственной измене епископ Эгидий. Его преемником участники собрания избрали Ромульфа. Получив епископский сан благодаря протекции короля Австразии Хильдеберта II и его матери Брунгильды, Ромульф был одним из их активнейших сторонников. В этом качестве он поддерживал тесные связи с Григорием Турским. Вероятно, именно по просьбе епископа Тура в 591 году в Реймсе было освобождено множество заключённых.
Ромульф значительно приумножил богатства Реймсской епархии, использовав для этого доставшееся ему от отца большое наследство. Флодоард сообщал, что ещё в его время в архивах хранилось составленное в 593 году завещание Ромульфа. Этот документ, заверенный королём Хильдебертом II, передавал Реймсской епархии личные земли Ромульфа, находившиеся к югу от реки Луары и в Пуату. Также этот епископ сделал пожертвования Суассонской, Турской и некоторым другим епархиям.
Вероятно, Ромульф скончался уже в конце 593 года, хотя некоторые из историков приписывают этому епископу ещё и строительство в 595 году часовни, посвящённой святому Герману. Новым епископом Реймса был избран Соннатий.